# London Heathrow Airport

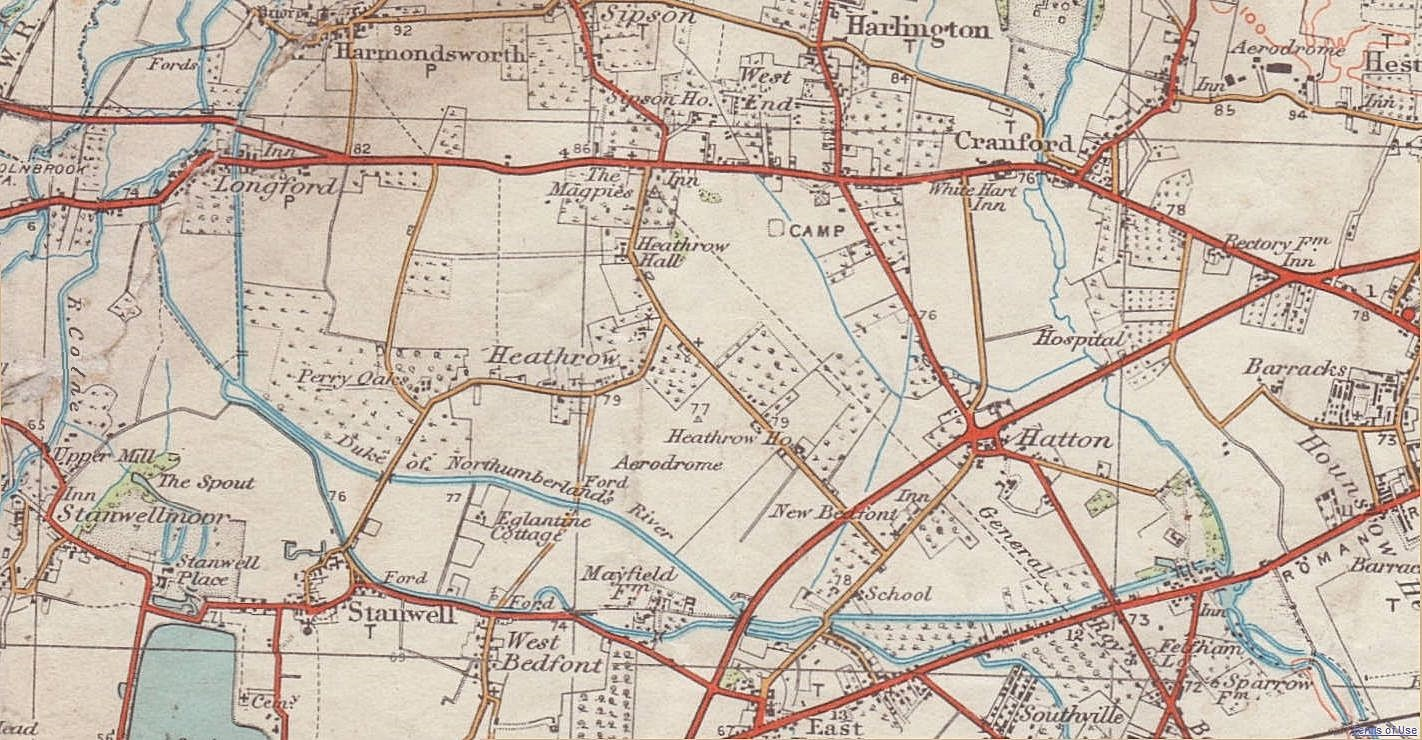
Kaart van het gebied rond Heathrow voor de Tweede Wereldoorlog

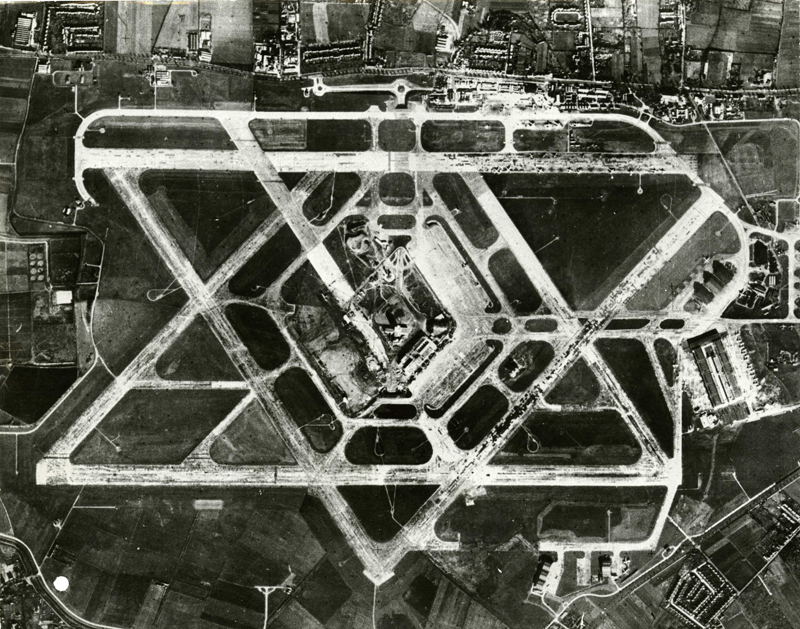
Heathrow omstreeks 1955

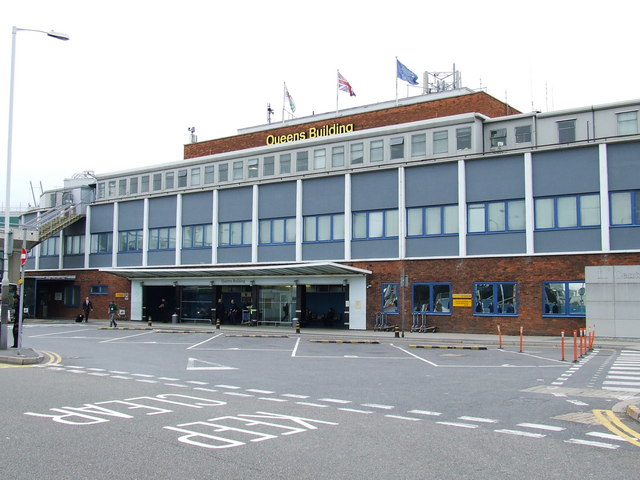
Queens-building van architect Frederick Gibberd

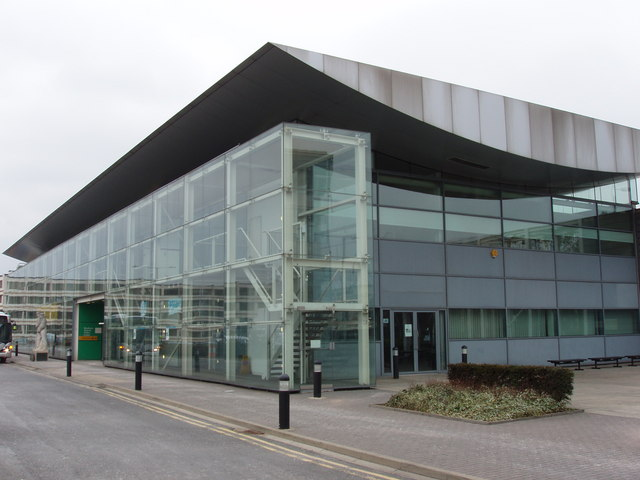
De Heathrow Academy

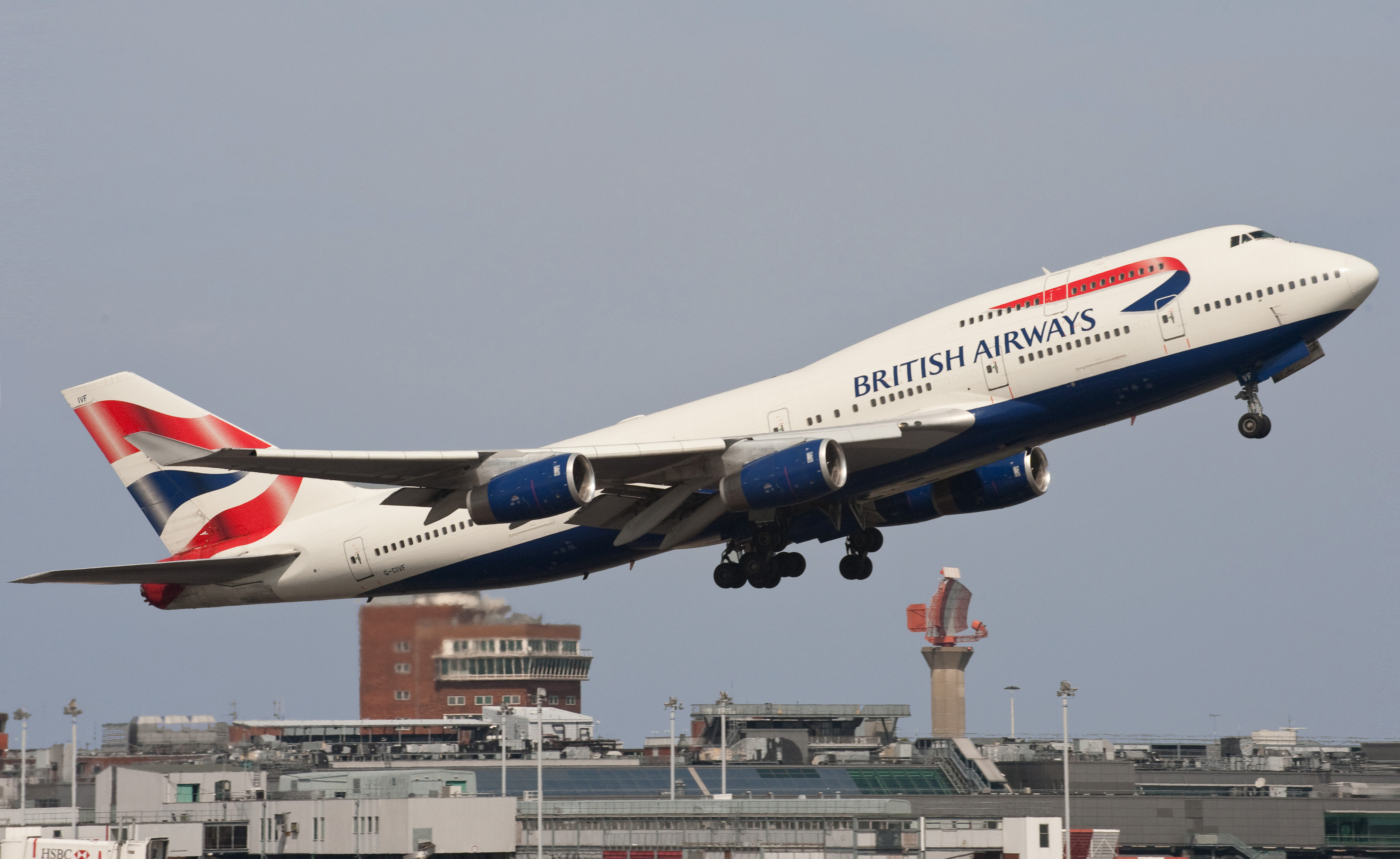
Het opstijgen van een Boeing 747 van British Airways op Heathrow

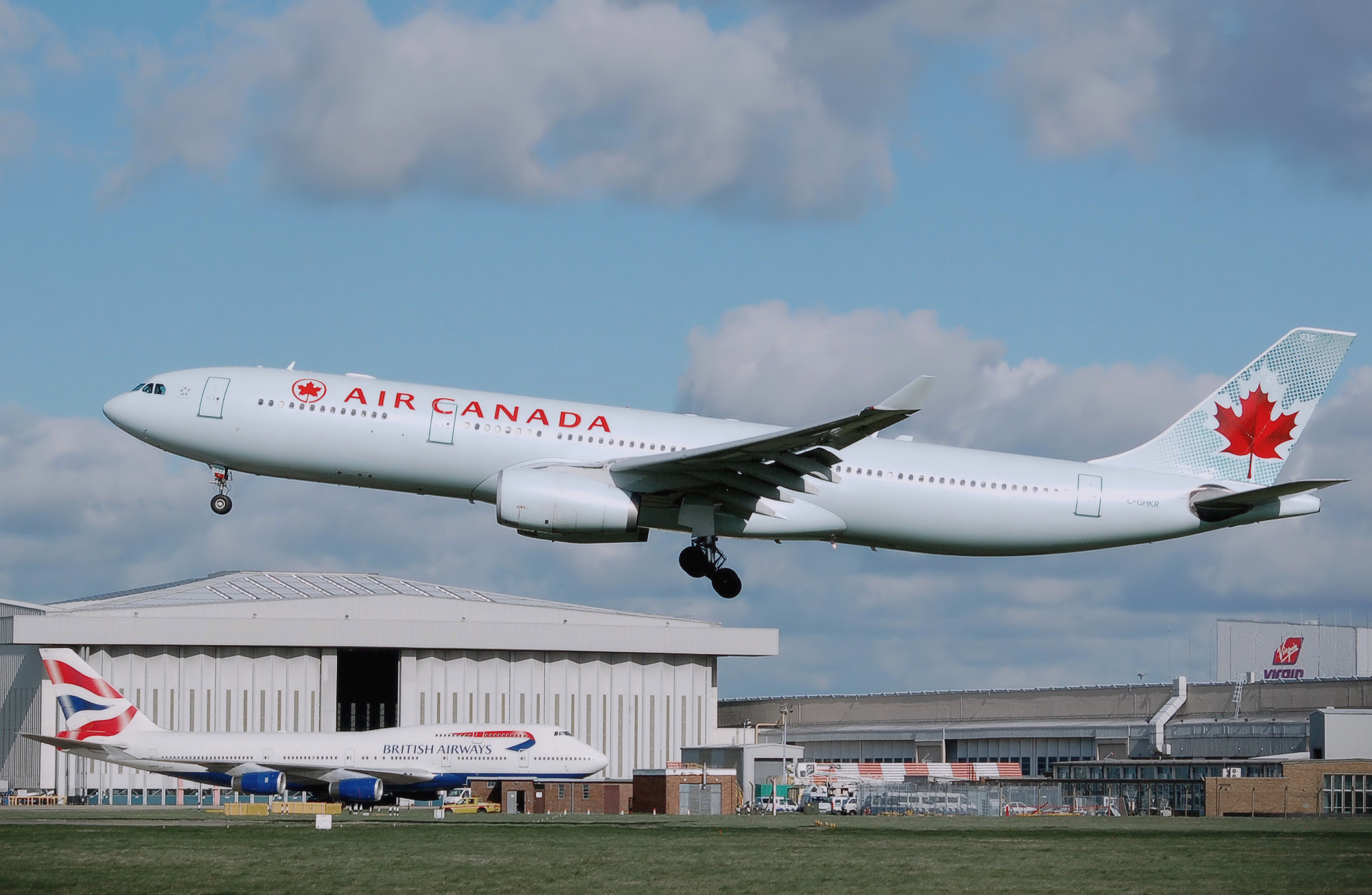
Een Airbus A330 van Air Canada op Heathrow

London Heathrow Airport (IATA: LHR, ICAO: EGLL) is een Britse luchthaven. In 2023 stond Heathrow op de vierde plaats op de lijst van drukste luchthavens van de wereld gemeten naar het aantal passagiers. Alleen Atlanta/Hartsfield, Dubai en Dallas/Ft Worth waren groter. Het is de thuisbasis van de Britse maatschappijen British Airways en Virgin Atlantic Airways.

## Ligging en bereikbaarheid
Heathrow Airport ligt in de Borough of Hillingdon in het westen van Londen, nog net binnen de ringweg M25. De luchthaven is genoemd naar het dorp Heathrow, dat in 1944 werd afgebroken voor de uitbreiding van de luchthaven.
Er zijn diverse openbaar vervoerverbindingen met de stad, zoals de treinverbinding Heathrow Express (naar Paddington Station), de Piccadilly-lijn (een metroverbinding van de London Underground) en, sinds 2022, de Elizabeth line, een snelle, grotendeelse ondergrondse spoorlijn, die Heathrow verbindt met diverse bestemmingen in Centraal- en Oost-Londen. De drie stations van Heathrow zijn Heathrow Terminals 2 & 3, Heathrow Terminal 4 en Heathrow Terminal 5.

## Geschiedenis
In 1929 betaalde de Britse vliegtuigbouwer Fairey 15.000 pond sterling voor een stuk land van 150 hectare ten westen van Londen om er een vliegveld aan te leggen voor het testen van vliegtuigen. Er kwam een baan en een paar gebouwen en in juni 1930 was de Great West Aerodrome van Fairey gereed.
Tijdens de Tweede Wereldoorlog vorderde de Britse regering het land in en om het oude agrarische dorp Heathrow (Heath Row), inclusief het vliegveld van Fairey. Hier kwam de luchtmachtbasis RAF Heston en het vliegveld werd geschikt gemaakt voor zware bommenwerpers en voor transportvluchten over grote afstanden naar, onder andere, het Verre Oosten. In 1944 begonnen de sloopwerkzaamheden van Heath Row. Er werd ook gestart met de aanleg van een controletoren en van start- en landingsbanen in de vorm van een zespuntige ster. De langste baan werd 3000 meter lang en 100 meter breed. Na het einde van de oorlog had de RAF het vliegveld niet langer nodig en werd het op 1 januari 1946 officieel overgedragen aan het luchtvaartministerie om als nieuwe civiele luchthaven van Londen dienst te gaan doen. Het eerste vliegtuig dat opsteeg was een omgebouwde Lancaster-bommenwerper genaamd Starlight met bestemming Buenos Aires. Croydon Airport was de internationale luchthaven van Londen voor die tijd, maar er was onvoldoende ruimte om deze luchthaven uit te breiden en om die reden werd het op 30 september 1959 gesloten.
De vroege passagiersterminals waren uitermate primitief. Oude legertenten langs de Bath Road vormden de eerste passagiersterminal. De passagiers liepen over houten vlonders van de terminal naar de gereedstaande vliegtuigen. In het eerste jaar maakten 63.000 passagiers gebruik van de luchthaven en in 1951 was dit gestegen tot 796.000. In 1953 maakten 1 miljoen passagiers gebruik van de luchthaven en werden 62.000 vliegtuigbewegingen geteld. Ondertussen was de Britse architect Frederick Gibberd aangesteld om permanente gebouwen en een verkeerstoren voor de luchthaven te ontwerpen. Hij ontwierp Terminal 1 en 2 en het zogenaamde Queens-gebouw. Tegen 1961 was de oude terminal aan de noordkant gesloten en opereerden luchtvaartmaatschappijen vanuit de Europa-terminal (later hernoemd naar Terminal 2). In 1965 ging de eigendom en beheer van het vliegveld over van het luchtvaartministerie naar de British Airports Authority (BAA). In 1966 kreeg het vliegveld de huidige naam Heathrow.
Op 6 november 1968 werd Terminal 1 geopend, Heathrow zat toen op zo'n 14 miljoen passagiers per jaar. In 1977 bereikte de Piccadilly Line de luchthaven en kwam een directe metroverbinding tussen het centrum van Londen en de luchthaven tot stand. Begin jaren tachtig oversteeg het aantal passagiers op jaarbasis de 30 miljoen. Uitbreiding was noodzakelijk en Terminal 4 kwam er in het zuiden van de luchthaven bij. Deze terminal staat los van de terminals 1,2 en 3 en kreeg in 1984 ook een eigen metrostation met aansluiting op de Piccadilly Line. In 1987 werd BAA geprivatiseerd en ging het beheer over van een staatsbedrijf naar een beursgenoteerd onderneming. Medio 1998 kwam de Heathrow Express in bedrijf en was er een directe treinverbinding tussen de luchthaven en Paddington Station.
Op 18 mei 2006 werd een testvlucht gemaakt door de Airbus A380 en een jaar later werd de nieuwe, 87 meter hoge, verkeerstoren geopend. Op 14 maart 2008 opende koningin Elizabeth II de tot heden laatste volledig nieuwe terminal, Terminal 5.

## Terminals en startbanen

### Terminal 1 (gesloopt)
Terminal 1 is in 1968 officieel geopend door de Britse koningin Elizabeth II. Het verouderde gebouw werd in 2005 gerenoveerd en opnieuw ingericht. In die periode werd het oostelijke deel van het gebouw flink uitgebreid waardoor de terminal dubbel zo groot werd. Vanuit terminal 1 vertrokken tot de sluiting de leden van Star Alliance, dus ook de op een na grootste maatschappij BMI. Terminal 1 werd in oktober 2015 gesloten. De terminal werd gesloopt om terminal 2 uit te breiden.

### Terminal 2
Terminal 2 was de oudste terminal, geopend in 1955, en dringend toe aan vernieuwing. Er werd dan ook een masterplan opgezet om de oude terminal volledig opnieuw te bouwen om te voldoen aan de moderne normen. Op 23 november 2009 vertrok het voorlopig laatste vliegtuig vanaf deze terminal. Het gebouw bestaande uit de passagierszone, de Europa Building, en een kantoorzone in de Queens Building werd gesloopt en een veel grotere, nieuwe terminal werd gebouwd, die ook Terminal 2 werd genoemd. De terminal bestaat uit een hoofdgebouw T2A voor Europese vluchten en een aparte satelliet T2B voor de intercontinentale vluchten. Op 24 juni 2014 werd de nieuwbouw, de Queens's Terminal, officieel geopend door koningin Elizabeth II. Na de sluiting van Terminal 1 in 2015 bestaat de mogelijkheid het hoofdgebouw van Terminal 2 verder uit te breiden over het terrein van de voormalige Terminal 1 heen. Een datum voor deze uitbreiding is nog niet vastgelegd. Terminal 2 wordt sinds 2014 gebruikt door luchtvaartmaatschappijen van de Star Alliance groep.

### Terminal 3
Dit gebouw werd geopend als Oceanic Terminal in 1961 voor langeafstandsvluchten. In 2006 werd de £ 105 miljoen kostende Pier 6 aan het gebouw toegevoegd om de nieuwe Airbus A380 te kunnen ontvangen. Nu vertrekken deze jumbo's van Qantas, Singapore Airlines en Emirates vanaf deze pier. In 2007 werd ook dit gebouw verbouwd en volledig heringericht. Toen kreeg Virgin Atlantic een eigen check-in zone, de zogenoemde Zone A, waar onder meer een groot atrium en beeld zijn.

### Terminal 4
Terminal 4 ligt in tegenstelling tot alle andere passagiersterminals niet tussen de twee landingsbanen, maar ten zuiden van de zuidelijke landingsbaan, ten oosten van de cargo terminal. De terminal is geopend in 1986, toen voor British Airways, en na het einde van de verhuis van deze naar T5 in oktober 2009 thuis voor leden van het SkyTeam. Ook hier werd flink gemoderniseerd sinds 2009 voor een totaal van meer dan 200 miljoen Britse pond, zo werden er vier nieuwe A380 standen gebouwd, twee in 2009 en twee in 2015 en een nieuwe façade.

### Terminal 5
Is de nieuwste terminal, geopend in 2008, en werd tot 2012 uitsluitend gebruikt door British Airways. De terminal heeft 60 gates en een capaciteit van 30 miljoen per jaar. Naast de hoofdterminal 5A zijn er twee satellietgebouwen 5B en 5C die onderling zijn verbonden via een tunnel waarin een people mover heen en weer pendelt. Sinds 2012 wordt de terminal gebruikt door de International Airlines Group.
Deze terminal was het hoofdonderwerp van aflevering 4 in 2008 van National Geographic's Big, Bigger, Biggest.

### Startbanen
Van de oorspronkelijke zes zijn de twee parallelle oost-west startbanen in gebruik, een van 3902 meter en een van 3658 meter. Er wordt telkens een baan gebruikt voor starts en de andere voor landingen. Dit gebruik wisselt om zo de geluidsoverlast te verdelen over de omgeving.
Er zijn al jaren plannen voor een derde baan, maar dit voorstel stuitte op kritiek van omwonenden. In juni 2018 stemde het Britse Lagerhuis in met de aanleg van een derde baan. Wanneer de baan gereed is, kan Heathrow jaarlijks 130 miljoen passagiers verwerken (2017: 78 miljoen). De bouw moet volgens de huidige plannen in 2021 starten. De Londense burgemeester Sadiq Khan en milieuorganisatie Greenpeace hebben aangegeven het besluit bij de rechter aan te vechten. De derde baan, parallel aan de twee bestaande banen is voorzien ten noordwesten van de noordelijke baan. Tussen de derde baan en de noordelijke baan zou Terminal 6 gebouwd kunnen worden. Op 27 februari 2020 oordeelde het Hof van Beroep dat de regering de uitbreidingsplannen onvoldoende had gemotiveerd in verband met de Britse klimaatwet, en dus onwettig handelde.
In januari 2025 werd opnieuw het voornemen bekendgemaakt om een derde start- en landingsbaan op Heathrow aan te leggen. Als alles volgens plan verloopt, kan de nieuwe baan in 2035 in gebruik worden genomen. Eenmaal gereed dan is er extra capaciteit voor 260.000 vliegtuigbewegingen en kan de luchthaven 140 miljoen passagiers per jaar afhandelen. De kosten worden geraamd op 14 tot 18 miljard pond. Naast de koop en sloop van de huizen naast de luchthaven moet de infrastructuur worden aangepast, waaronder een verlegging van de belangrijke M25 autosnelweg.

## Vervoerscijfers
Heathrow verwerkte in 2018 dagelijks zo'n 1300 vluchten, wat uitkomt op een totaal van bijna een half miljoen landende en vertrekkende vliegtuigen per jaar. In dat jaar maakten 80 miljoen passagiers gebruik van de luchthaven en werd er 1,8 miljoen ton vracht verwerkt.
In 2015 was Heathrow de drukste luchthaven van Europa gemeten naar het aantal passagiers (12,3% meer passagiers dan Luchthaven Charles de Gaulle in Parijs, en 18,6% meer dan Luchthaven Frankfurt am Main). Heathrow was vierde in het lijstje van vrachtvervoer, na Charles de Gaulle, Frankfurt en Luchthaven Schiphol.
| Jaar | Passagiers | Vracht (ton) | Vliegtuig- bewegingen |
| ---- | ---------- | ------------ | --------------------- |
| 1986 | 31.675.779 | 537.131      | 315.753               |
| 1990 | 42.950.512 | 695.347      | 390.372               |
| 1995 | 54.461.597 | 1.031.639    | 434.525               |
| 2000 | 64.618.254 | 1.306.905    | 466.799               |
| 2005 | 67.913.153 | 1.305.686    | 477.887               |
| 2010 | 65.881.660 | 1.472.988    | 454.823               |
| 2015 | 74.959.058 | 1.496.551    | 473.087               |
| 2019 | 80.884.310 | 1.587.451    | 475.861               |
| 2020 | 22.109.723 | 1.150.030    | 200.905               |
| 2021 | 19.393.145 | 1.402.913    | 190.032               |
| 2022 | 61.611.838 | 1.350.878    | 384.383               |
| 2023 | 79.151.723 | 1.387.060    | 454.089               |

Vanwege een beveiligingsprobleem met de MediaWiki Graph-software is het momenteel niet mogelijk deze grafiek weer te geven. Zodra de software is bijgewerkt zal de grafiek vanzelf weer zichtbaar worden.